# لوئیز کاترین برسلاو
لوئیز کاترین برِسلاو (فرانسوی: Louise Catherine Breslau‎; ۶ دسامبر ۱۸۵۶ – ۱۲ مهٔ ۱۹۲۷) نقاش آلمانی‌تبار اهل سوئیس بود که در آکادمی ژولیان پاریس هنر آموخت و سالهای شکوفایی هنری خود را در فرانسه سپری کرد.
او برندهٔ جوایزی همچون لژیون دونور (شوالیه) شده‌است.

## نگارخانه

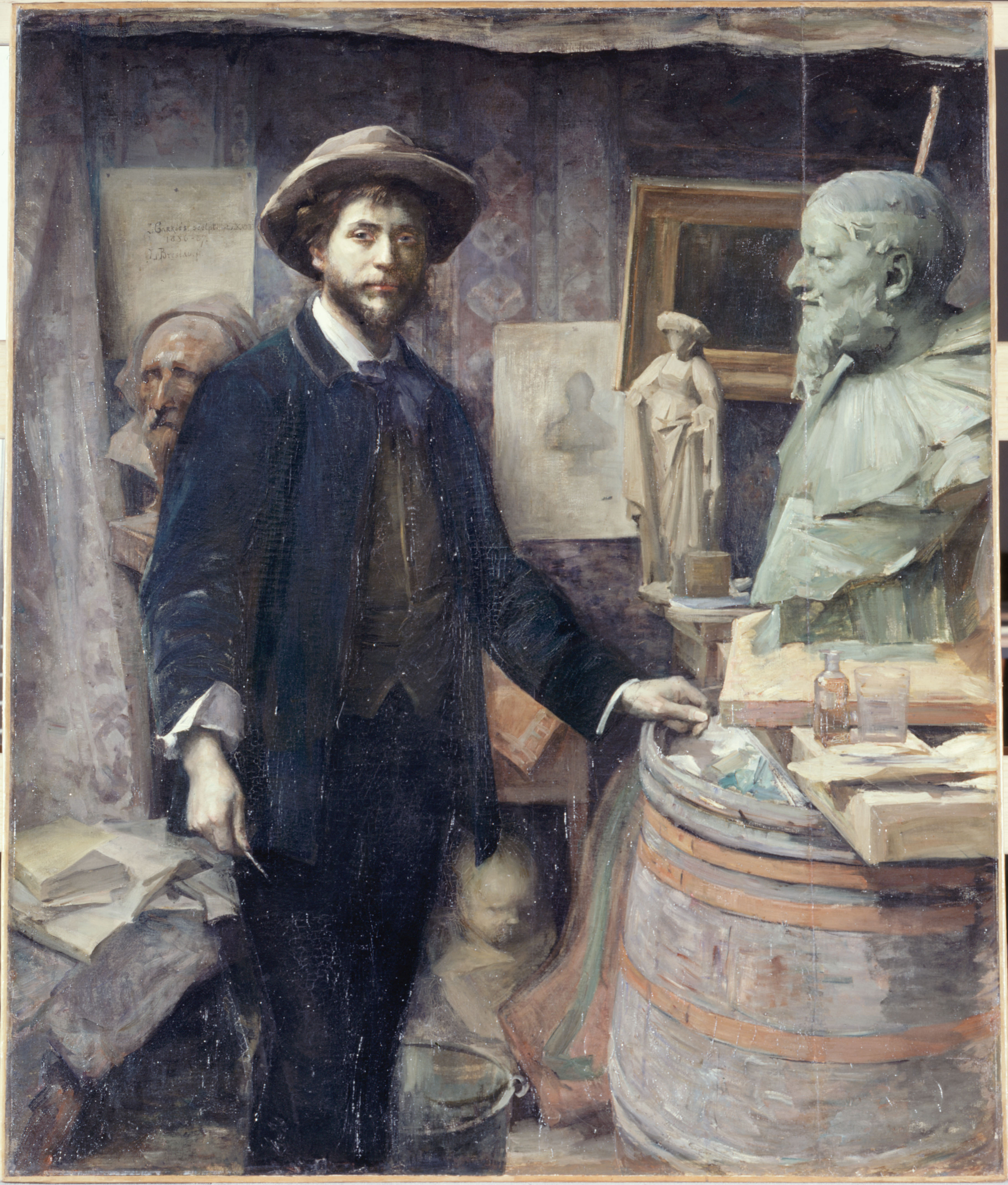
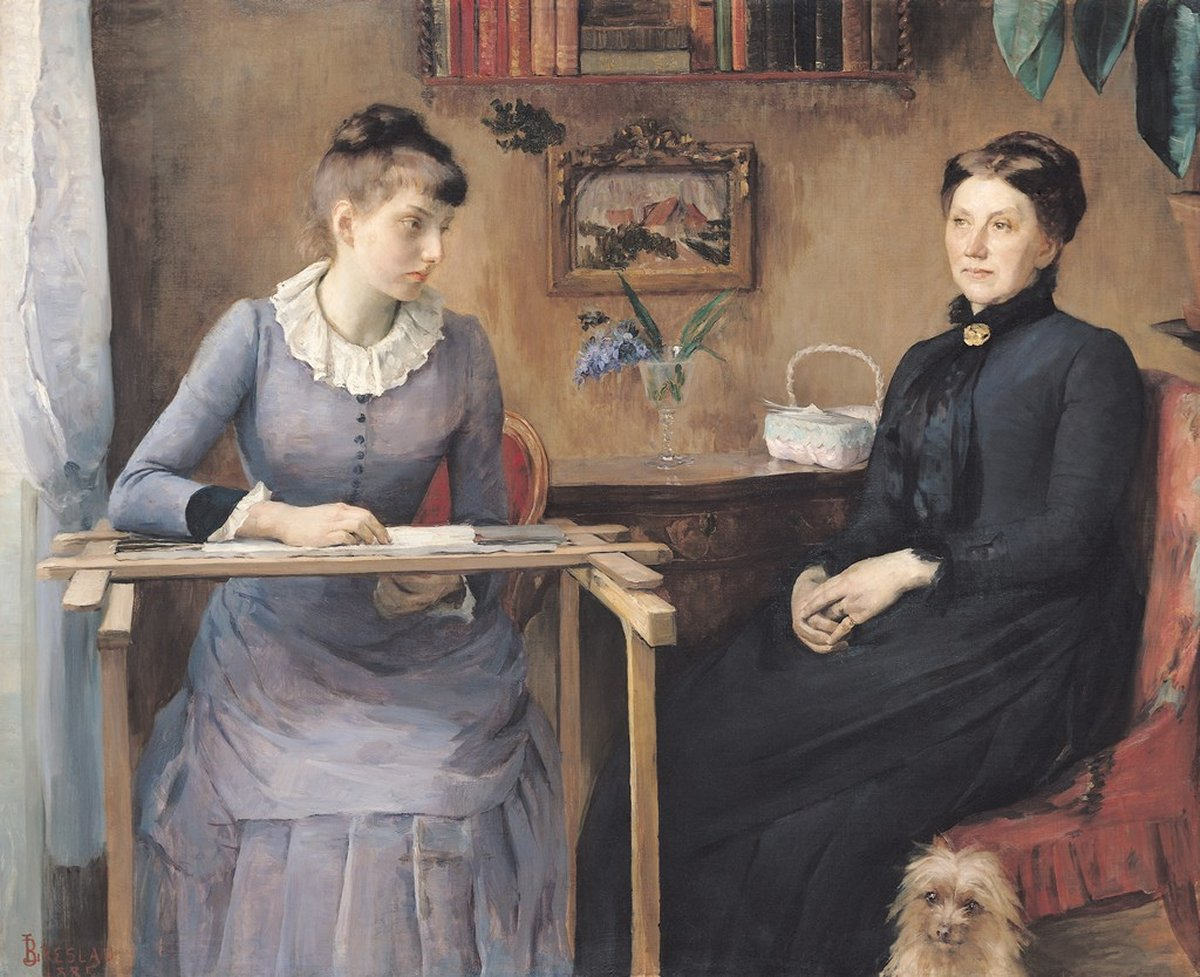
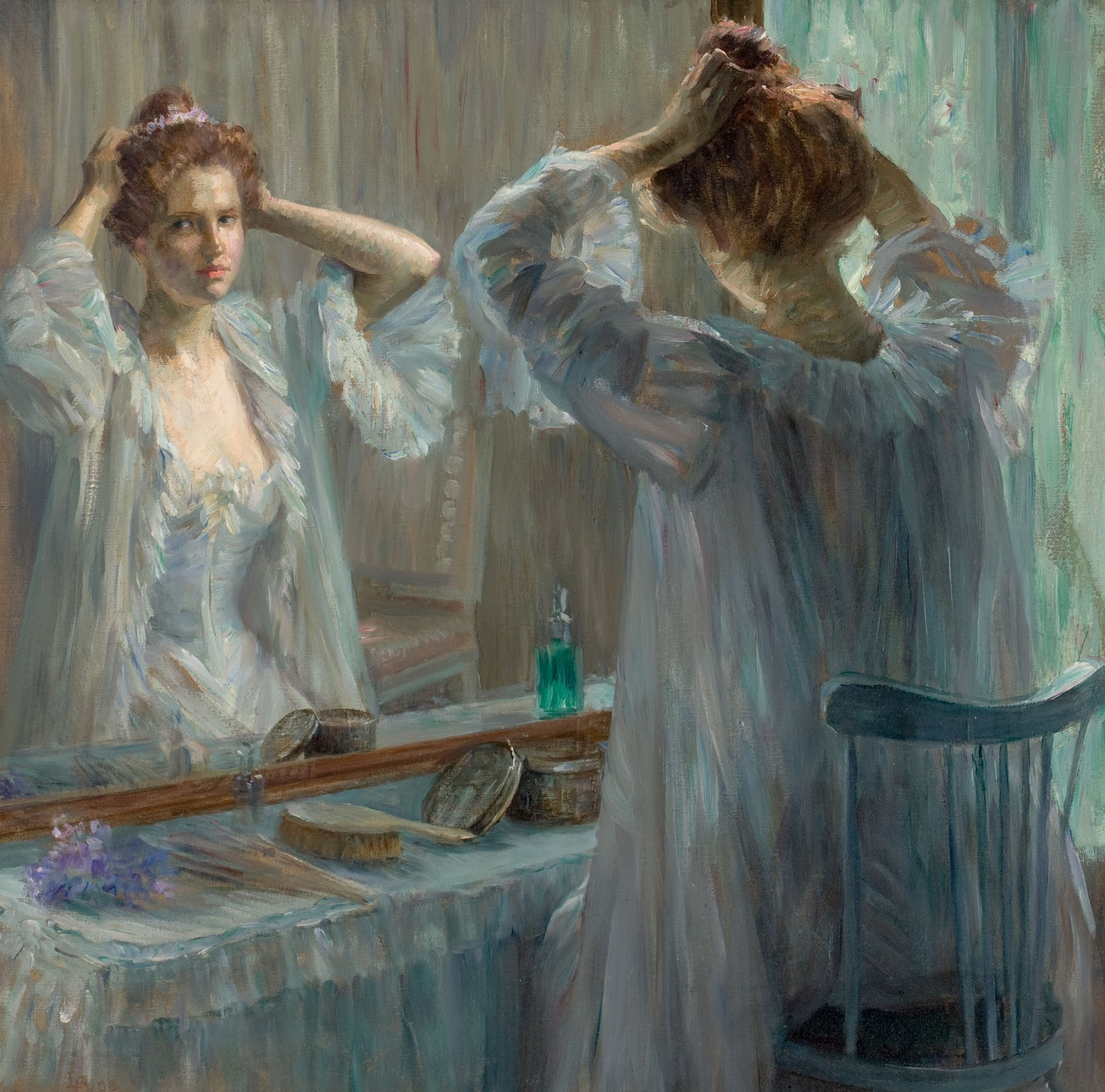
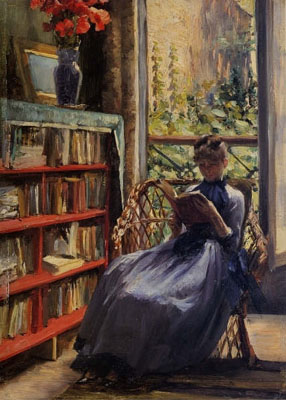
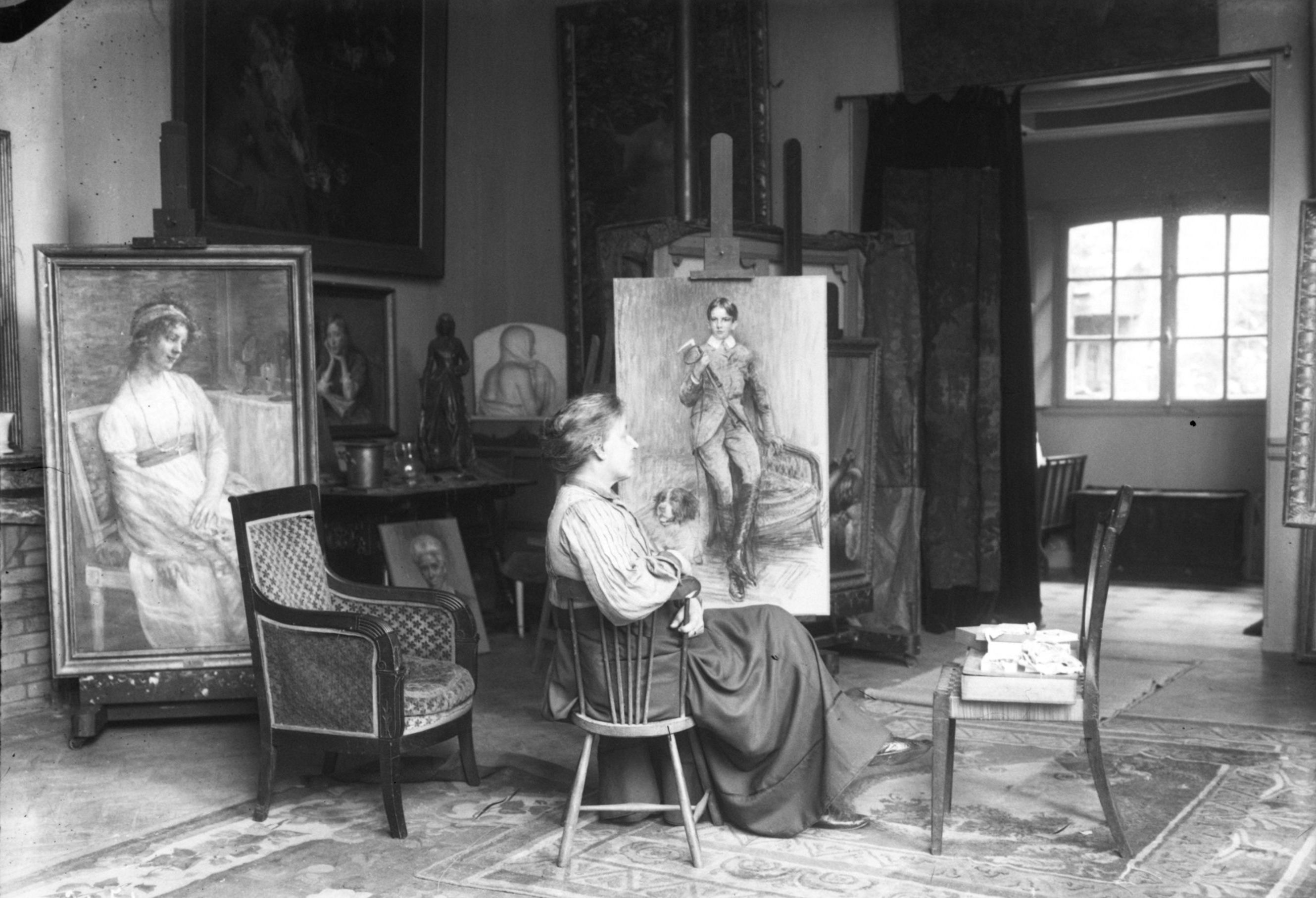
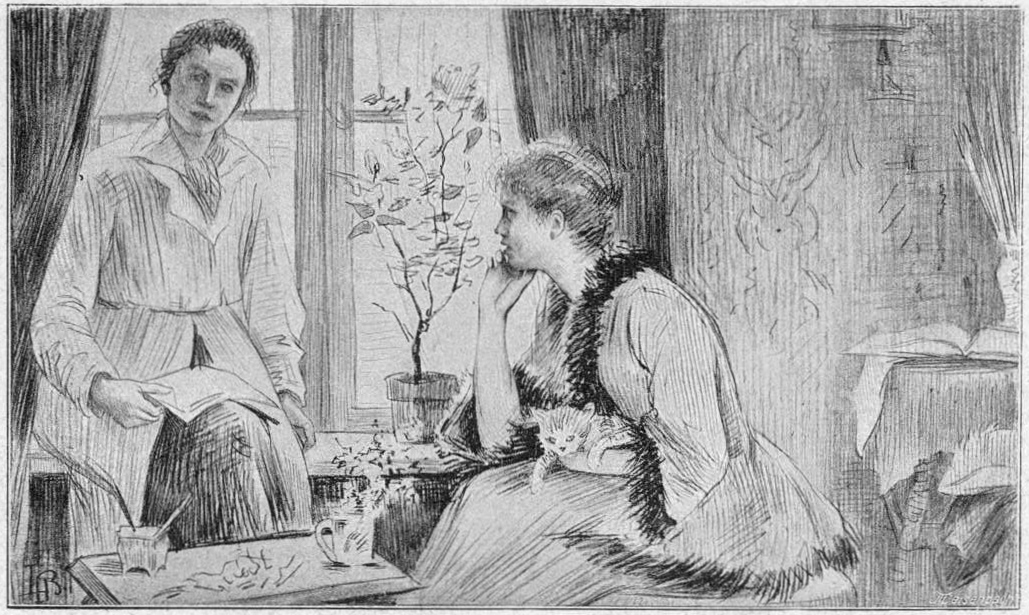
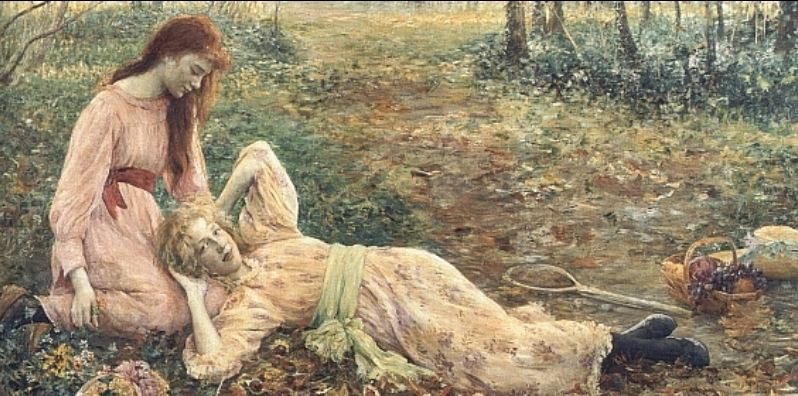
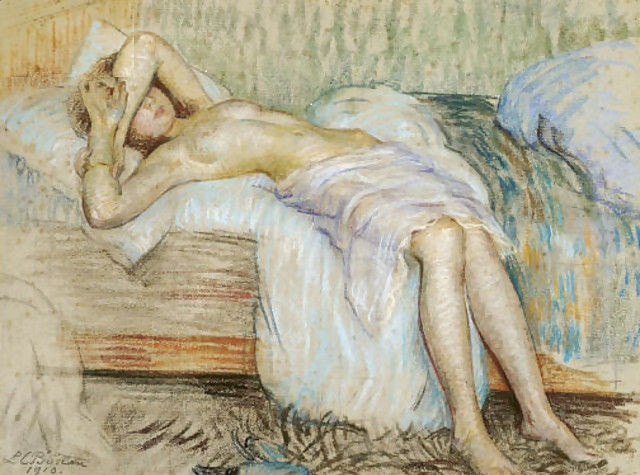